# 刘江龙
刘江龙（1956年—），汉族，中华人民共和国政治人物、第十一届全国政协委员。
加入中国民主建国会，担任民建中央委员、重庆市副主委、重庆市沙坪坝区副区长。2008年，当选第十一届全国政协委员，代表中国民主建国会，分入第七组。